# Salticus placidus
Salticus placidus är en spindelart som beskrevs av John Blackwall 1862. Salticus placidus ingår i släktet Salticus och familjen hoppspindlar. Inga underarter finns listade i Catalogue of Life.